# 精神现象学
《精神现象学》（德語：Phänomenologie des Geistes），是格奥尔格·威廉·弗里德里希·黑格尔最为重要并引起广泛争议的哲学著作。这是黑格尔的第一部书，具备三重意义而存在：整个黑格尔哲学体系的导言，整个体系的第一部分，也是精神现象学自身整体。德文词语Geist既有精神、灵魂之意，又有意识，理性之意。该书现行的副标题“意识的经验科学”自第一版便开始使用。在最初的公示版本中，它作为“思辩哲学体系”的第一部，《逻辑学（大逻辑）》为第二部。另一部篇幅较少的著作《精神哲学》作为《哲学全书》的一部分出版，对最初的现象学主题进行了更简要的复述和某种程度上的改变。邓晓芒将其称为“整个西方文化内在深层结构的一个综览”。
现象学是黑格尔后期哲学的基础，代表着康德之后德國唯心主義至关重要的发展。它致力于形而上学、认识论、历史、宗教、感知，意识和政治哲学。黑格尔由现象学发展出他的辩证思想（包括主奴辯證），絕對唯心主義，伦理生活与扬弃。“这部书影響了存在主义、共产主义、法西斯主义、上帝之死神學及历史虚无主义的發展，也因此饱受毁誉。”

## 历史背景

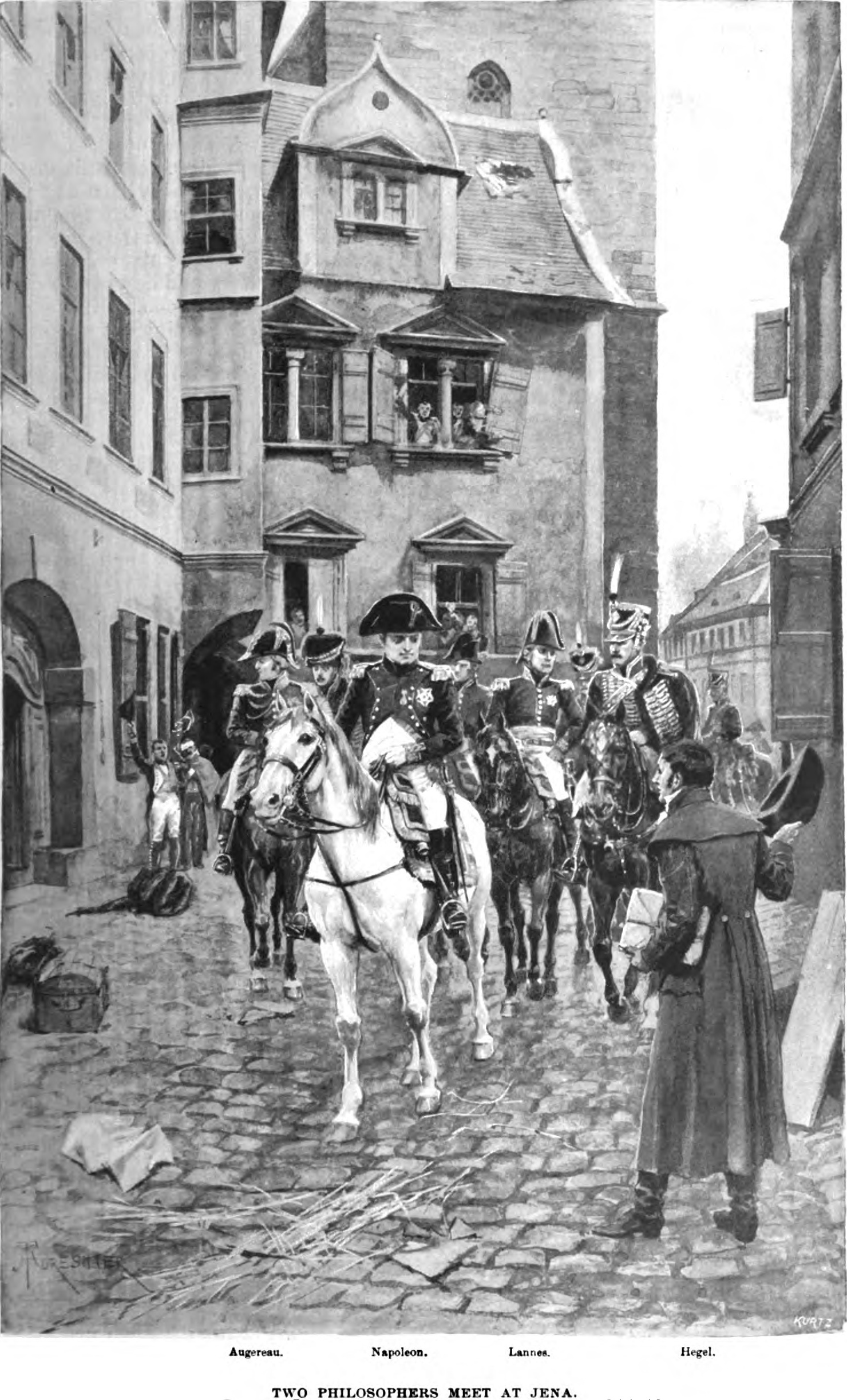
黑格尔目睹拿破仑进城

1806年10月14日，拿破仑的军队在耶拿城外驻扎。大战之前，他进城巡防。黑格尔在给朋友的信中记述了对拿破仑的印象：
我见到那位帝王——那世界精神——骑于马背上巡城。目睹这样一尊个体真是绝妙的感受，他，独立与此，骑于马上，却触及整个世界，并拥有它……这非凡的人，让人无法不去崇拜。
黑格尔研究专家Pinkard认为：黑格尔至友人这段评价“如此显著，自此，他已经完成了《精神现象学》的主要篇章，在其中，他谈到法国大革命已经正式传递到另一块土地（德国），这场大革命将从实践中完成转向在思维中完成。” 

## 结构
该书包括序，导论，六个主要部分（字數差別很大）：意识、自我意识、理性、精神、宗教和绝对知识。多数部分进一步细分了章节，在部分版本中将后边四个部分合并独立章节，与之前的两章并列。
因其隐蔽的特质，及黑格尔后继著作的出版，这一结构及核心主题始终饱受争议。首先，黑格尔写作此书时缺乏足够的时间和机会去修订（部分篇章已经交付出版商，而其他内容尚未写作完成）。据某些读者称，黑格尔在写作过程中可能更改过某些概念。其次，这本书围绕哲学语言与具体例证，以意象或历史角度，对人类不同层次的意识发展进行了高技术的思辩，主要的讨论集中于二者的关系：黑格尔意欲证明关于世界史的发展还是简单用历史作为例证；这些惯例的哲学段落是否意欲指向特殊的历史、哲学定位等等。